# Gertrud Frischmuth
Lisbeth Gertrud Frischmuth (* 5. Mai 1903 in Tempelhof b. Berlin; † 1987) war eine deutsche evangelische Theologin und Pastorin, die in Berlin Widerstand gegen das NS-Regime leistete.

## Leben
Nach dem Studium der Evangelischen Theologie an der Universität Berlin verfasste sie eine Dissertation über Bernhard von Clairvaux sowie mehrere kleinere wissenschaftliche Arbeiten über Personen der Gemeinschaftsbewegung. Eine Arbeit würdigte einen ihrer Lehrer, Adolf Deissmann. Sie war von 1933 bis 1973 Pfarrerin der Ev. Friedensgemeinde Berlin-Charlottenburg. Ab 1934 war sie Mitglied im Pfarrernotbund.
Bedeutung hat Gertrud Frischmuth durch ihren aktiven Widerstand gegen das Nazi-Regime in Berlin. Im Bereich der Heerstraße in Berlin-Charlottenburg warnte sie jüdische Bürger vor bevorstehenden Deportationen und unterstützte mit Pfarrer Ernst Gürtler jüdische Nachbarn.

## Schriften

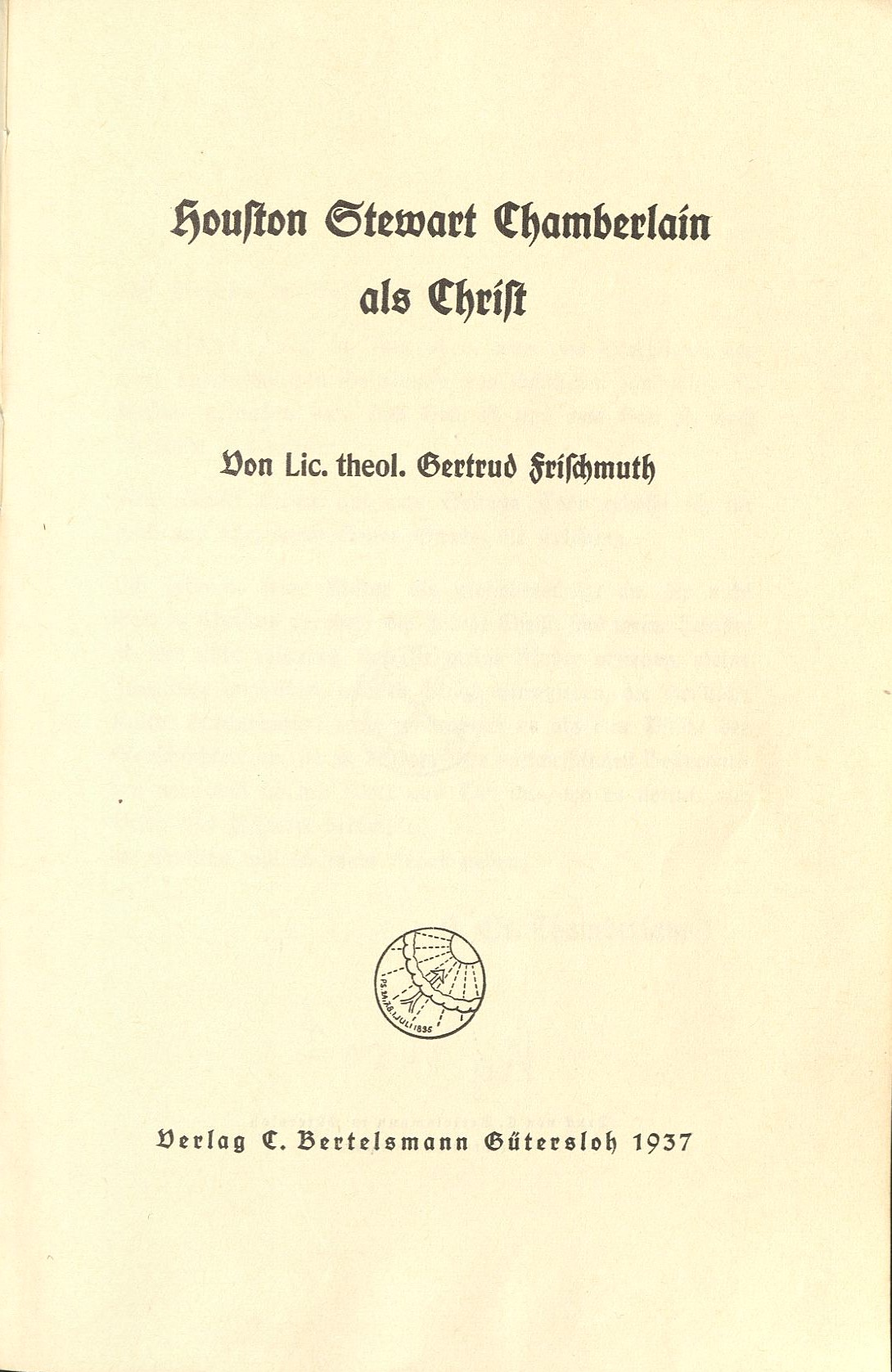
Houston Stewart Chamberlain als Christ (1937)

- Die paulinische Konzeption in der Frömmigkeit Bernhards von Clairvaux. Bertelsmann Gütersloh, 1933 (Dissertation)
- Houston Stewart Chamberlain als Christ, Bertelsmann Gütersloh, 1937
- Glaube und Leben bei Eva von Tiele-Winckler, Bertelsmann Gütersloh, 1938, Neuaufl., Linea Bad Wildbad, 2007 ISBN 978-3-939075-15-8
- Adolf Deissmann, Ein Leben in Christo für die Una Sancta, in: Ökumen. Profile. Brückenbauer der einen Kirche. Hrsg. v. Günter Gloede, I, 1961, 280 ff.